# 国际派 (日本共产党)
国际派是日本共产党中自1950年以后内部分裂出来的一个派系，其领袖为宫本显治、志贺义雄、袴田里见等人。在当时日共党内属于非主流派。
1950年1月6日，听从苏联斯大林指挥的共产党和工人党情报局发表《关于日本情势》（日本の情勢について），严厉批判日共实践的和平革命理论。12日，日本共产党政治局发表《〈关于日本情势〉的相关所感》（“日本の情勢について”に関する所感）一文作出反驳，又遭到中国共产党的批判。党内因为不同意见而发生分歧，最后分了为两个派别。对《所感》一文表示赞同的派系被称为“所感派”，对中共和共产党和工人党情报局观点认同的称为“国际派”。所感派的领袖是当时日共的最高领导人德田球一。志贺义雄、宫本显治等国际派人物攻击德田搞官僚主义、宗派主义。德田及其支持者则指责国际派妄图分裂党中央。在日共的第十八次和第十九次中央委员会全会上，所感派对国际派进行猛烈攻击，宫本显治被解除监察委员会议长一职，外放九州地区担任地方委员会议长。随后，国际派在日共党中央失势。
1950年，驻日盟军总司令部发动赤色清洗，日共高层领袖遭到通缉，德田球一、野坂参三等所感派领导人纷纷逃亡中华人民共和国，组织日共的“北京机关”。宫本显治当时处在九州，得以保全，组织临时中央指导部，此时国际派在日本国内的日共中开始占上风。而所感派持武装革命路线不受日本民众的欢迎，致使日共的支持率大幅下降。德田球一于1953年病逝于北京之后，野坂参三回到日本，与国际派达成和解。日本共产党第六回全国协议会（六全协）上，日共正式否定德田的武装革命路线，称其为极左冒险主义。此后，所感派开始与国际派合流，宫本显治成为日共的实际领导人。